# Europejski Cel Operacyjny
Europejski Cel Operacyjny, zwany też Europejski Cel Zasadniczy, Helsiński Cel Operacyjny, (Europejski) Główny Cel (Helsinki Headline Goal, European Headline Goal) – plan powstały podczas szczytu helsińskiego Rady Europejskiej z 1999 roku utworzenia do 2003 roku unijnych sił szybkiego reagowania w liczbie 60 000. Siły te miały być samowystarczalne, czyli zostaną skompletowane z elementów wszystkich rodzajów wojsk (wojska lądowe, lotnictwo, marynarka wojenna) i będą dysponować wspólnym zapleczem logistycznym. Formalne założenia planu zostały spełnione 22 listopada 2004 roku. Następstwem tego było ustanowienie Nowego Europejskiego Celu Operacyjnego 2010.